# Оук Гроув (Алабама)
Оук Гроув (енгл. Oak Grove) град је у америчкој савезној држави Алабама. По попису становништва из 2010. у њему је живело 528 становника.

## Демографија
Према попису становништва из 2010. у граду је живело 528 становника, што је 71 (15,5%) становника више него 2000. године.
| Група             | 2000.       | 2010.       |
| Белци             | 440 (96,3%) | 480 (90,9%) |
| Афроамериканци    | 13 (2,8%)   | 37 (7,0%)   |
| Азијати           | 0 (0,0%)    | 4 (0,8%)    |
| Хиспаноамериканци | 2 (0,4%)    | 6 (1,1%)    |
| Укупно            | 457         | 528         |